# Ирулеги
Ирулеги́ (фр. Irouléguy) — коммуна во Франции, находится в регионе Новая Аквитания. Департамент — Атлантические Пиренеи. Входит в состав кантона Монтань-Баск. Округ коммуны — Байонна.
Код INSEE коммуны — 64274.

## География

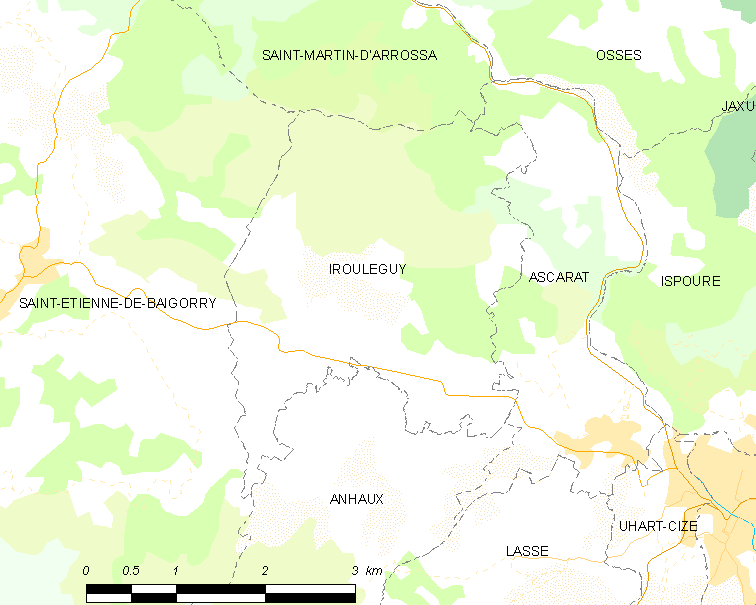
Карта коммуны

Коммуна расположена приблизительно в 700 км к юго-западу от Парижа, в 195 км южнее Бордо, в 80 км к западу от По.

### Климат
Климат тёплый океанический. Зима мягкая, средняя температура января — от +5°С до +13°С, температуры ниже −10 °C бывают редко. Снег выпадает около 15 дней в году с ноября по апрель. Максимальная температура летом порядка 20-30 °C, выше 35 °C бывает очень редко. Количество осадков высокое, порядка 1100 мм в год. Характерна безветренная погода, сильные ветры очень редки.

## Население
Население коммуны на 2010 год составляло 326 человек.
| 1962 | 1968 | 1975 | 1982 | 1990 | 1999 | 2010 |
| ---- | ---- | ---- | ---- | ---- | ---- | ---- |
| 251  | 232  | 212  | 233  | 240  | 290  | 326  |

## Администрация
| Период | Период | Фамилия  | Партия | Примечания |
| ------ | ------ | -------- | ------ | ---------- |
| 1995   | 2020   | Жак Ирюм |        |            |

## Экономика
В 2010 году среди 197 человек трудоспособного возраста (15-64 лет) 153 были экономически активными, 44 — неактивными (показатель активности — 77,7 %, в 1999 году было 72,5 %). Из 153 активных жителей работали 152 человека (72 мужчины и 80 женщин), безработным был 1 мужчина. Среди 44 неактивных 12 человек были учениками или студентами, 25 — пенсионерами, 7 были неактивными по другим причинам.

## Достопримечательности
- Средневековая церковь Св. Винсента[4]
- Часовня Св. Андрея (XII век)[5]
- Дольмен Аррондо (эпоха неолита). Исторический памятник с 1958 года[6]
- Дольмен Артксюита (эпоха неолита). Исторический памятник с 1958 года[7]

## Фотогалерея

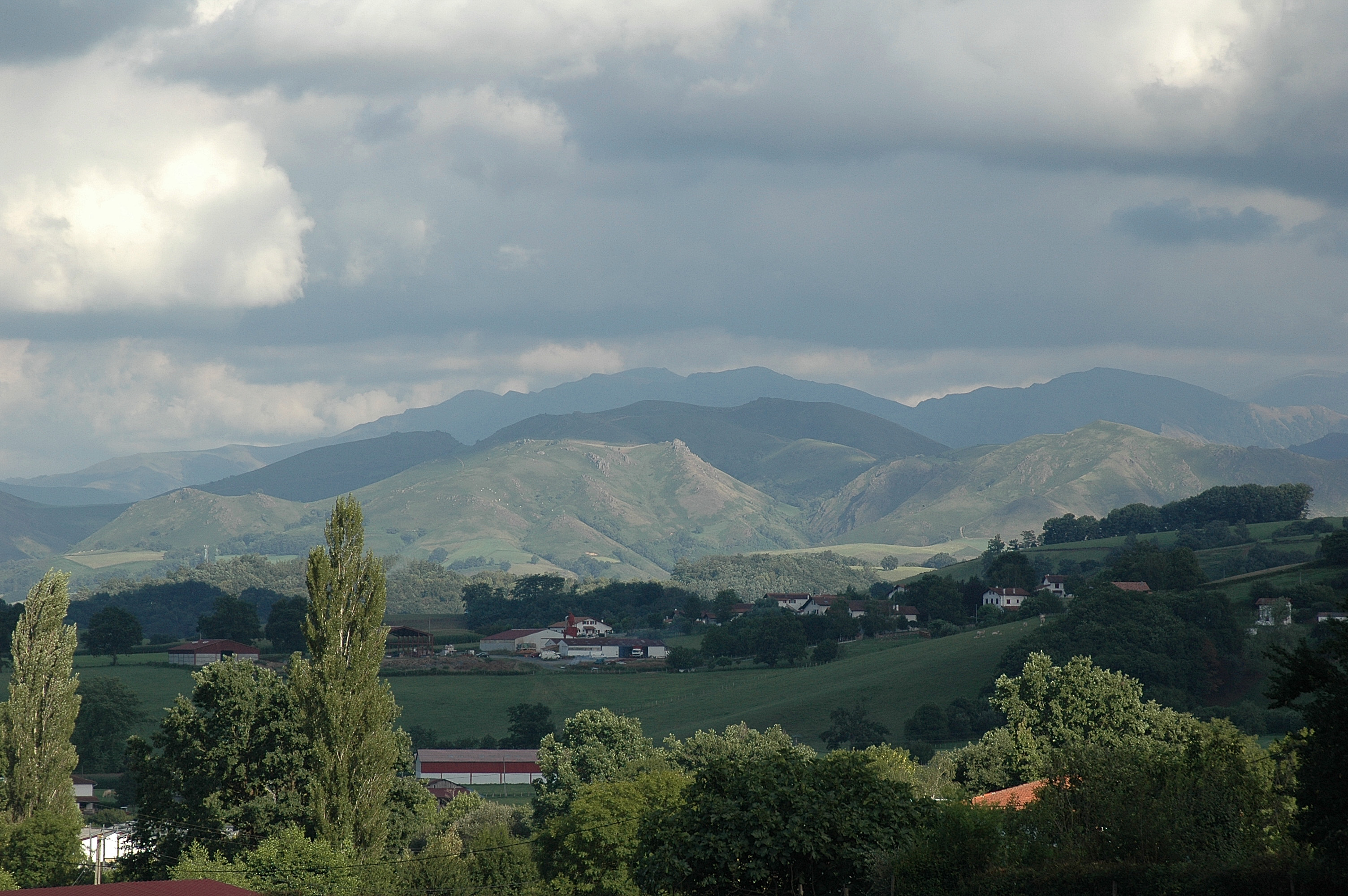
Ирулеги
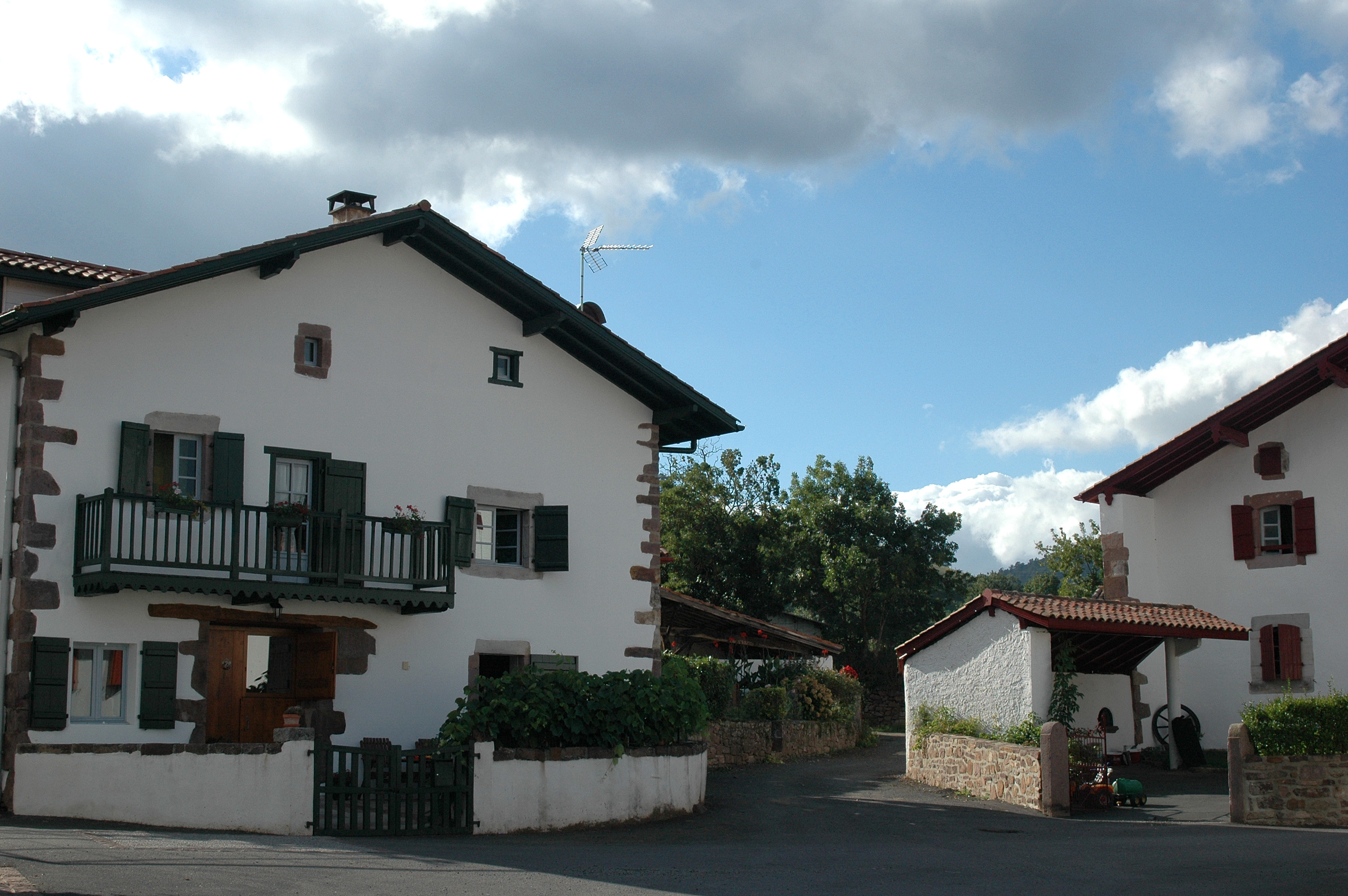
Ирулеги
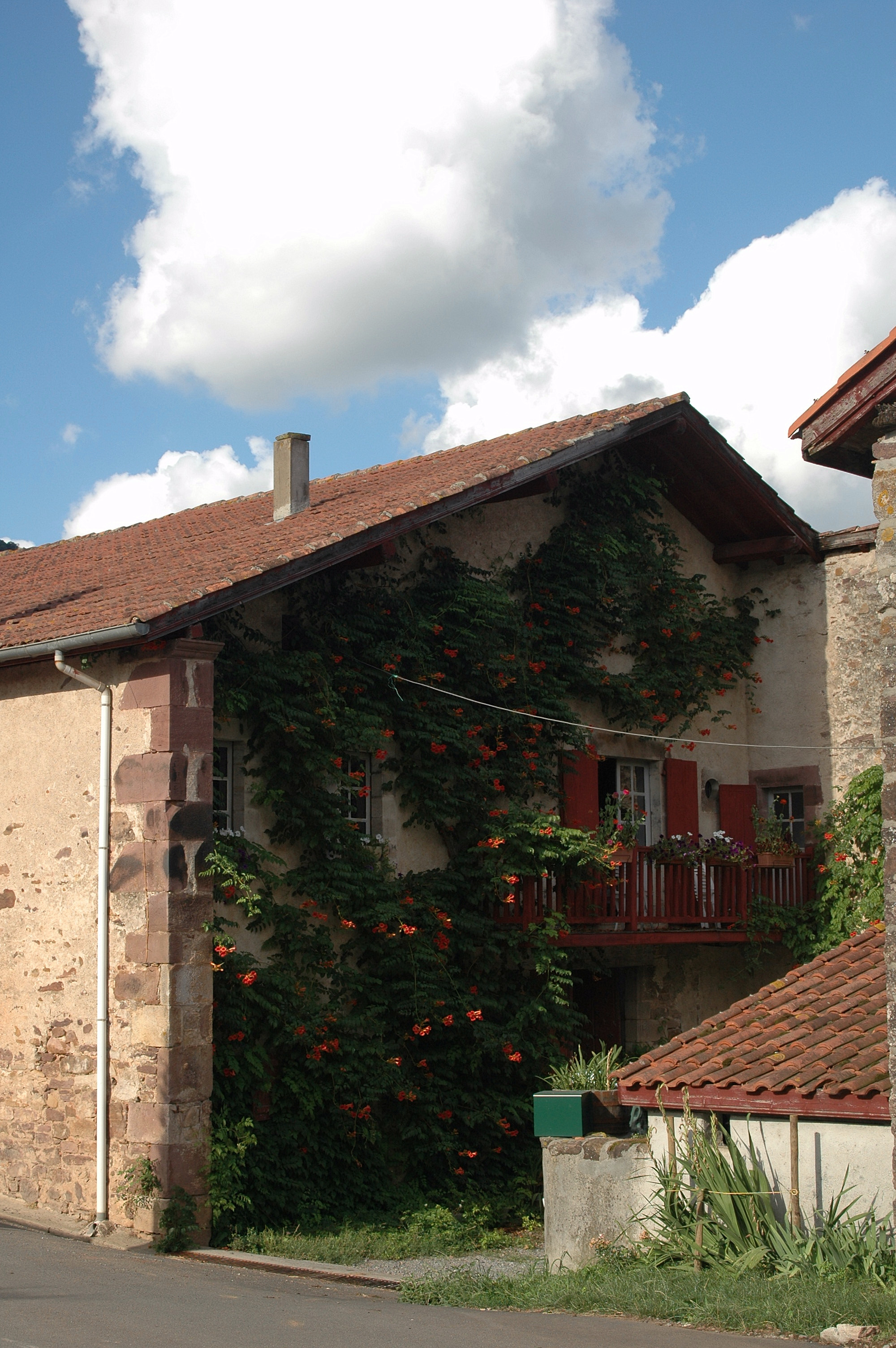
Ферма
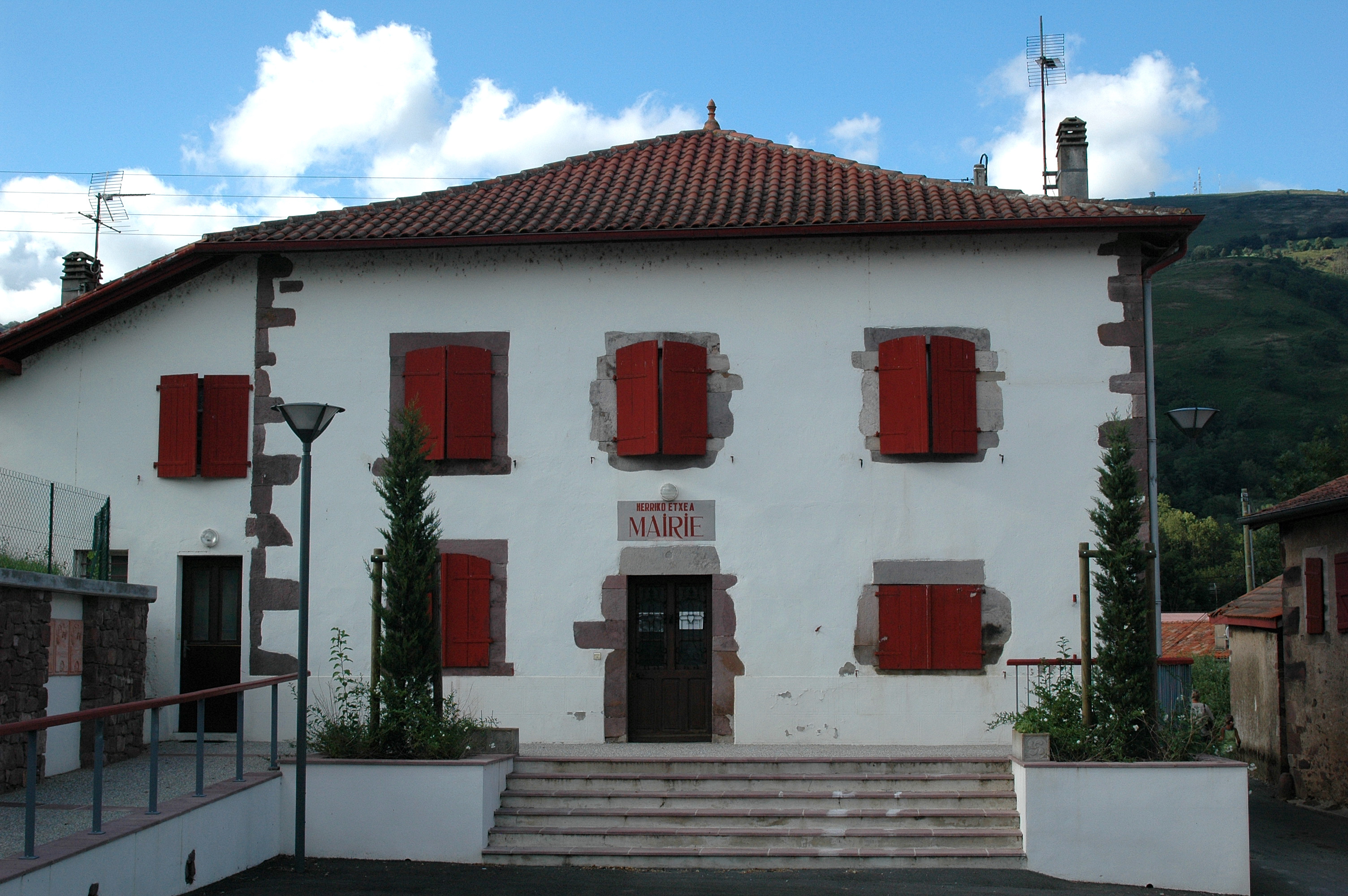
Мэрия
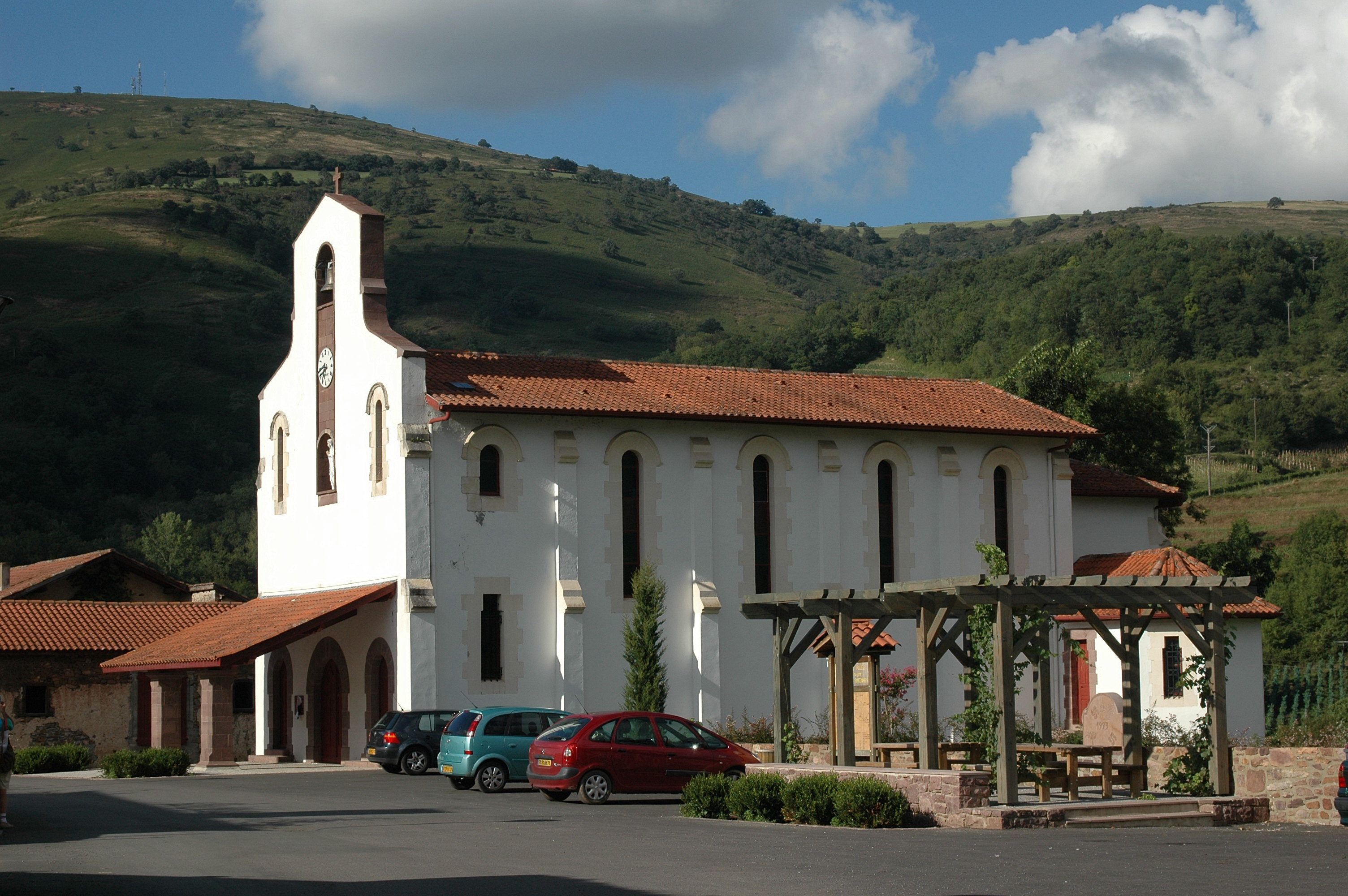
Церковь